# Municipio de Blooming
El municipio de Blooming (en inglés: Blooming Township) es un municipio ubicado en el condado de Grand Forks en el estado estadounidense de Dakota del Norte. En el año 2010 tenía una población de 295 habitantes y una densidad poblacional de 3,27 personas por km².

## Geografía
El municipio de Blooming se encuentra ubicado en las coordenadas 47°58′21″N 97°17′51″O / 47.97250, -97.29750. Según la Oficina del Censo de los Estados Unidos, el municipio tiene una superficie total de 90.27 km², de la cual 89,42 km² corresponden a tierra firme y (0,94 %) 0,85 km² es agua.

## Demografía
Según el censo de 2010, había 295 personas residiendo en el municipio de Blooming. La densidad de población era de 3,27 hab./km². De los 295 habitantes, el municipio de Blooming estaba compuesto por el 95,93 % blancos, el 2,37 % eran amerindios, el 0,34 % eran de otras razas y el 1,36 % eran de una mezcla de razas. Del total de la población el 2,03 % eran hispanos o latinos de cualquier raza.